# بنه قیطاس
در لغت‌نامه دهخدا آمده‌است تانکی دهی از دهستان سلطان آباد بخش رامهرمز است که در شهرستان اهواز واقع شده‌است . و 110 تن سکنه دارد. (از فرهنگ جغرافیائی ایران ج 6).

## موقعیت جغرافیایی
روستای قیطاس در سی کیلومتری جاده رامهرمز به بهبهان قرار دارد.از جنوب شرقی به دهستان سلطان آباد ، از شمال غربی به روستای بن رشید ،از شرق به کوههای زاگرس و از غرب به رودخانه مارون و بیشه زارهای حاشیهٔ آن می‌رسد.روستایی کوچک که زمین‌های کشاورزی اهالی روستا آن را دربرگرفته‌اند.بر خلاف دیگر روستاهای این منطقه که در غرب جاده اصلی و نزدیک به رودخانه قرار دارند،بنه قیطاس در شرق جاده و به کوه نزدیکتر است.چرایی این کار شاید علاقهٔ درونی و دیرینهٔ ایل بهمئی به گذشتهٔ پدران به خاک خفتهٔ خود در کوههای سربه فلک کشیده زاگرس باشد که این پیوند دیرینه هنوز فرزندانش را به خود می خواند. [[از نظر نژادی علاوه بر بنه قیطاس، ویسی‌ها در روستاهای ویسی گل زرد تشان، شهرویی، دوکوهک و جوبجی پراکنده‌اند. دامنه ارتباطات میان ویسی‌ها به مرور زمان کاهش یافت و اکنون بسیار اندک است.http://mapcarta.com/13123896 موقعیت قیطاس روی نقشه]]

## وجه تسمیه
نام روستا برگرفته شده از نام یکی از بزرگان و ریش سفیدهای روستا بنام کا قیطاس است.کاقیطاس بهمئی از طایفه ویسی و ایل بهمئی گرمسیر بود. مشهور است که تیراندازی زبانزد بود و در سوارکاری تبحر داشت.وی از ایل بهمئی بود. بهمئیل ویسیل  (به گویش محلی یعنی بهمئی‌های ویسی) واژه‌ای است که گاهی مردم روستاهای همجوار برای اشاره به اهالی روستای قیطاس نیز بکار می برند.

## جاذبه‌ها
- پر قیطاس: ویسی‌ها ی بهمئی به پرتگاه پر می گویند. نماد بز کوهی مربوط به 500 سال پیش بر پر کا قیطاس در ارتفاعات شمال روستا منقوش شده‌است. ویسی‌ها بارها برای دیدن این نماد به این منظقه رفت‌وآمد کرده‌اند. ایران
- گندم زارها
- بیشه زار مارون
- چنارستان کوه
- آبگیرهای کوه